# Tenpa Yarphel
Tenpa Yarphel (tibétain : བསྟན་པ་ཡར་འཕེལ, Wylie : bstan pa yar 'phel) né le 13 mai 1979 au Tibet et exilé en Inde, est homme politique tibétain, député du Parlement tibétain en exil. Il y représente l'école kagyu du bouddhisme tibétain.

## Biographie
Tenpa Yarphel est né le 13 mai 1979 à Chamdo Zagyu au Tibet. Il est devenu moine novice au monastère de Tsenyi Namgyal Choekorling et a appris la récitation de prières, la danse et d'autres rituels de l'école Drukpa Kagyu. Plus tard, il a étudié les écritures et la philosophie bouddhistes fondamentales adu monastère de Khampa Ghar et à l'université Serta Larung Ghar. 
Après s'être enfui du Tibet pour s'exiler en Inde, il rejoint le monastère de Sera Jey en 2001 pour poursuivre ses études de philosophie bouddhiste. En 2004, il rejoint le College for Higher Tibetan Studies, Sarah (en) et obtient le Thorim Rigney Rabjampa (équivalent d'une licence) affilié au Département de l'éducation dans l'administration centrale tibétaine (ACT) en 2008. Il travaille comme rédacteur en chef au ministère de la religion et de la culture de l'ACT en 2009 et édite trois volumes d'un livre sur l'histoire de plus de 300 monastères, y compris les quatre écoles du bouddhisme tibétain et la religion tibétaine du Bön. Il est élu à la 15e assemblée du Parlement tibétain en exil en 2011 et est réélu à la 16e assemblée en 2016. En tant que membre du Parlement, il a activement participé aux travaux parlementaires, aux visites officielles dans les colonies et au Tibet. Il est actuellement l'un des membres de la 17e assemblée du Parlement tibétain en exil, représentant l'école Kagyu du bouddhisme tibétain et membre est du Comité permanent.

## Controverse
Le 20 septembre 2017, lors d'une session parlementaire tibétaine en exil, Tenpa Yarphel a déclaré que le bouddhisme ne consiste pas à invoquer des divinités, demandant « Où dans les 84 000 enseignements différents du Bouddha avait-il mentionné l'invocation de divinités ? ».
Il a demandé comment les « sons stridents » émis par l'oracle de Nechung lorsqu'il est en transe pouvaient être compris par ceux qui les transcrivent. Cette transcription des sons prononcés par l'oracle est traditionnellement souvent utilisée pour trancher des questions importantes concernant le dalaï-lama et l'ACT. Yarphel a suggéré que l'ACT devrait supprimer la fonction de l'oracle de l'État. Il a étayé son point de vue en disant que même le 14e dalaï-lama a dit que le bouddhisme ne consiste pas à suivre des divinités.
Le 17e karmapa, chef de l'école Karma Kagyu du bouddhisme tibétain, dans une déclaration publiée le 24 septembre 2017à New York, a déclaré que bien que respectant la liberté d'expression et les droits démocratiques du député, il ne pouvait pas accepter certaines des opinions du représentant Kagyu, car il estimait que les opinions qu'il avait exprimées au Parlement était chargé de connotations sectaires, déclarant : « En tant que lama de l'école Kagyu, il est impossible que je puisse ignorer une affaire aussi grave, lorsqu'un député représentant l'école Kagyu fait des déclarations aussi irresponsables au Parlement. Je suis préoccupé car ce genre de points de vue pourrait provoquer des dissensions sectaires au sein de la communauté tibétaine. ».